# Тимон от Атина (Шекспир)
„Тимон от Атина“ (или Тимон Атински, на английски: Timon of Athens) е пиеса от Уилям Шекспир. Според някои оценки тя е трагедия, докато други я оценяват като сатирична комедия. Не е известна точната година на нейното завършване. Поради големия глад за забавления през Елизабетинската епоха се счита, че е поставена на сцена веднага след написването си, т.е. около 1607 г. Поради странната си конструкция и многото пропуски се счита за незавършена. След стилов анализ се предполага, че Томас Мидълтън може да е съавтор или редактор, и че особеностите на пиесата може да идват от намесата на драматурзи с различни от авторския стилове.

## Място на действието
Действието се развива в Атина и гората край нея.

## Действащи лица
- Тимон – знатен атинянин
- Луций, Лукул, Семпроний – велможи ласкатели
- Вентидий – лъжлив приятел на Тимон
- Апемант – язвителен философ
- Алкивиад – атински военачалник
- Флавий – домоуправител на Тимон
- Поет
- Живописец
- Златар
- Търговец
- Пратеник на Вентидий
- Стар атинянин
- Фламиний, Сервилий, Луцилий – слуги на Тимон
- Кафис, Филот, Тит, Хортензий, Слуга на Варон, Слуга на Луций, Слуга на Изидор – слуги на Тимонови кредитори
- Паж
- Шут
- Трима чужденци
- Сенатори
- Крадци
- Фриния, Тимандра – продажни любовници ни Алкивиад
- Пратеник на Сената
- Войник на Алкивиад
- Купидон и Амазонки – маски
- Благородници, военачалници, войници, слуги и др.

## Публикуване
Шекспир не е публикувал приживе никоя от своите пиеси. През 1623 г. (7 г. след смъртта му) Джон Хемингс и Хенри Кондел публикуват 36 от пиесите на Шекспир в т.нар. Първи свитък. Счита се, че „Тимон от Атина“ е публикувана като част от него.

## Българска сцена
В България пиесата е поставена за първи път от Драматичния театър – Силистра.